# Podomyrma novemdentata
Podomyrma novemdentata är en myrart som beskrevs av Auguste-Henri Forel 1901. Podomyrma novemdentata ingår i släktet Podomyrma och familjen myror. Inga underarter finns listade i Catalogue of Life.